# 강릉시·명주군
강릉시·명주군은 대한민국의 옛 국회의원 선거구이다. 당시 강원도 강릉시와 명주군 지역을 관할했다.

## 역사
제6대 국회의원 선거를 앞두고 강릉시 선거구와 명주군 선거구가 통합되면서 신설되었다.
제9대 국회의원 선거를 앞두고 삼척군 선거구와 통합해 강릉시·명주군·삼척군 선거구를 이루게 되면서 폐지되었다.

## 역대 국회의원
| 선거   | 정당 | 정당       | 의원   |
| ------ | ---- | ---------- | ------ |
| 1963년 |      | 자유민주당 | 김삼   |
| 1967년 |      | 민주공화당 | 최익규 |
| 1971년 |      | 민주공화당 | 최돈웅 |

## 역대 선거 결과

### 대한민국 제6대 국회의원 선거
|  | 29.60% |

|  | 27.00% |

|  | 16.41% |

|  | 12.73% |

|  | 7.98% |

|  | 4.89% |

|  | 1.34% |

### 대한민국 제7대 국회의원 선거
|  | 43.56% |

|  | 34.09% |

|  | 19.27% |

|  | 2.22% |

|  | 0.84% |

### 대한민국 제8대 국회의원 선거
|  | 54.00% |

|  | 42.38% |

|  | 3.61% |